# Pietro Tagliavia d'Aragonia
Pour les articles homonymes, voir Tagliavia et Aragonia.
Pietro Tagliavia d'Aragonia (né à Palerme, capitale de la Sicile, Italie, peu avant 1500 et mort le 5 août 1558 à Palerme) est un cardinal italien du XVIe siècle. Il est le grand-oncle du cardinal Simeone Tagliavia d'Aragonia (1583).

## Biographie
Pietro Tagliavia d'Aragonia est clerc de Mazzara. Il est nommé évêque de Girgenti en 1537 et promu archevêque de Palerme en 1544. Il participe au concile de Trente.
D'Aragonia est créé cardinal par le pape Jules III lors du consistoire du 22 décembre 1553. Le cardinal d'Aragonia ne participe pas au premier conclave de 1555, lors duquel Marcel II est élu. Il participe au deuxième conclave de 1555 (élection de Paul IV) et est abbé commendataire de Ss. Pietro e Paolo d'Italia et président de la Sicile en 1557.